# Mmoloki Nogeng
Mmoloki Nogeng, född 30 maj 1982, är en botswansk boxare. Han har vunnit bronsmedalj i samväldesspelen 2006 i Melbourne, Australien, efter en förlust mot Bruno Julie från Mauritius i herrarnas bantamviktsklass.